# Saint-Georges-Motel
Saint-Georges-Motel es una localidad y comuna francesa situada en la región de Alta Normandía, departamento de Eure, en el distrito de Évreux y cantón de Nonancourt.

## Demografía
| 553 | 567 | 572 | 630 | 800 | 950 |
| Para los censos de 1962 a 1999 la población legal corresponde a la población sin duplicidades (Fuente: INSEE [Consultar]) |     |     |     |     |     |